# Jan Fabre
Jan Fabre (Amberes, Bélgica 14 de diciembre de 1958) es un artista multidisciplinario, dramaturgo, director de escena, coreógrafo y diseñador. Estudió en el Instituto Municipal de Artes Decorativas de Amberes y en la Real Academia de Bellas Artes. En abril de 2022, Fabre fue condenado por el Tribunal Penal de Amberes a 18 meses de prisión por abuso sexual.
Entre 1976 y 1980 escribió sus primeros textos para el teatro e hizo sus primeras actuaciones unipersonales. Durante sus «actuaciones de dinero», quemó dinero y escribió la palabra «dinero» con las cenizas. En 1977 cambió el nombre de la calle en la que vivía por el de «Calle Jan Fabre» e instaló una placa conmemorativa en la casa de sus padres donde se podía leer «Aquí vive y trabaja Jan Fabre», como una analogía de la placa conmemorativa de la casa de Vincent van Gogh en la misma calle. En 1978 hizo dibujos con su propia sangre durante la actuación en solitario Mi cuerpo, mi sangre, mi paisaje. En 1980 hizo la «Bic-Art Room», como una oposición al «Big Art»; se encerró durante tres días y tres noches en un cubo blanco lleno de objetos, dibujando con bolígrafos Bic azules.  En 1986 fundó Troubleyn/Jan Fabre, una compañía de teatro con extensa proyección internacional, con la que llevó performances a diversas partes del mundo, como la presentación de Macht Der Thaterlijke Dwaasheden (El poder de la locura teatral) en el Festival Internacional de Buenos Aires de 2013, y en el teatro Julio Castillo del Centro Cultural del Bosque en la ciudad de Guanajuato, durante el 42° Festival Internacional Cervantino en 2014.
Pertenece, desde 1998, a la Real Academia Flamenca de Ciencias y Artes de Bélgica y es comandante de la Orden de Leopoldo II.

## Inicios en el arte
Según su relato, su acercamiento al arte sucedió siendo un niño de diez años. Su padre lo llevaba a observar obras de Rubens o al zoológico y hacía que Fabré dibujara lo que observaba.
Desde joven mostró interés por los insectos, presentes en muchas de sus obras. El cuerpo humano y sus fluidos son elementos centrales en el lenguaje artístico y la construcción simbólica de Fabre.

## Creaciones
La obra de Jan Fabre se caracteriza por desdibujar los límites de las disciplinas artísticas, integrando en sus creaciones varias formas expresivas.

### Teatro
Las creaciones escénicas de los últimos años, —con el nombre que el propio autor les ha impuesto—, fueron:
| 2000 |  | My Movements are alone like streetdogs                                               |
|      |  | As long as the world needs a warriors soul                                           |
| 2001 |  | I Am Blood - A medieval fairy tale                                                   |
| 2002 |  | Parrots & Guinea Pigs                                                                |
|      |  | The Swan Lake                                                                        |
| 2003 |  | Angel of Death                                                                       |
| 2004 |  | The Crying Body                                                                      |
|      |  | Tannhäuser                                                                           |
|      |  | Quando l'Uomo Principale è una donna - A dance solo for Lisbeth Gruwez               |
|      |  | Etant Donné                                                                          |
| 2005 |  | The King of Plagiarism                                                               |
|      |  | Monoloog for Dirk Roofthooft                                                         |
|      |  | History of Tears                                                                     |
| 2007 |  | I Am a Mistake                                                                       |
|      |  | Requiem for a Metamorphosis                                                          |
| 2008 |  | Another Sleepy Dusty Delta Day                                                       |
| 2009 |  | Orgy of Tolerance                                                                    |
| 2010 |  | Preparatio Mortis - Dance solo for Annabelle Chambon                                 |
|      |  | The Servant of Beauty                                                                |
| 2011 |  | Prometheus Landscape II                                                              |
| 2012 |  | This is Theatre Like It Was To Be Expected and Foreseen - Re-enactment creation 1982 |
|      |  | The Power of Theatrical Madness - Re-enactement creation 1984                        |
|      |  | Drugs Kept Me Alive - solo for Antony Rizzi                                          |
| 2013 |  | Tragedy of a Friendship                                                              |
| 2014 |  | Attends, Attends, Attends... (Pour mon Père) - Dance solo for Cédric Charron         |
| 2015 |  | Mount Olympus - To glorify the cult of tragedy, a 24 hour performance                |
| 2016 |  | Nachtschrijver - A literary production                                               |
| 2017 |  | Belgian rules / Belgium rules                                                        |
| 2020 |  | The night writer performers read - Excerpts from Jan Fabre's Diaries                 |
| 2020 |  | To embrace nature - We are not at war with nature                                    |
| 2020 |  | The corona readings - Every Saturday: One text. One language. One performer          |

### Exposiciones
Jan Fabre comenzó a exponer sus obras en muestras individuales o colectivas hace más de tres décadas. Algunas de sus primeras muestras en su ciudad natal, en 1979 y 1980 fueron:
- Wetskamer, Gallery Workshop 77
- Bic Dweilen en Wetspotten, Jordaenshuis
- Mond-Oog-Oor Arts (Will Doctor Fabre cure you?), Gallery Workshop 77
- American Works and Window Performance, Galería Blanco

Entre sus últimas muestras se destacan:
- Gisants ..., Galerie Daniel Templon - Paris, Francia (2013)
- Parcours d'Art, Mario Mauroner Contemporary Art - Salzburg, Austria (2015)
- Andante Giocoso - From Aires to Zakharov, Mario Mauroner Contemporary Art - Vienna, Austria (2015)
- Decoding Scripture & Picture, Mario Mauroner Contemporary Art - Salzburg, Austria (2016)

## Reconocimientos y controversias

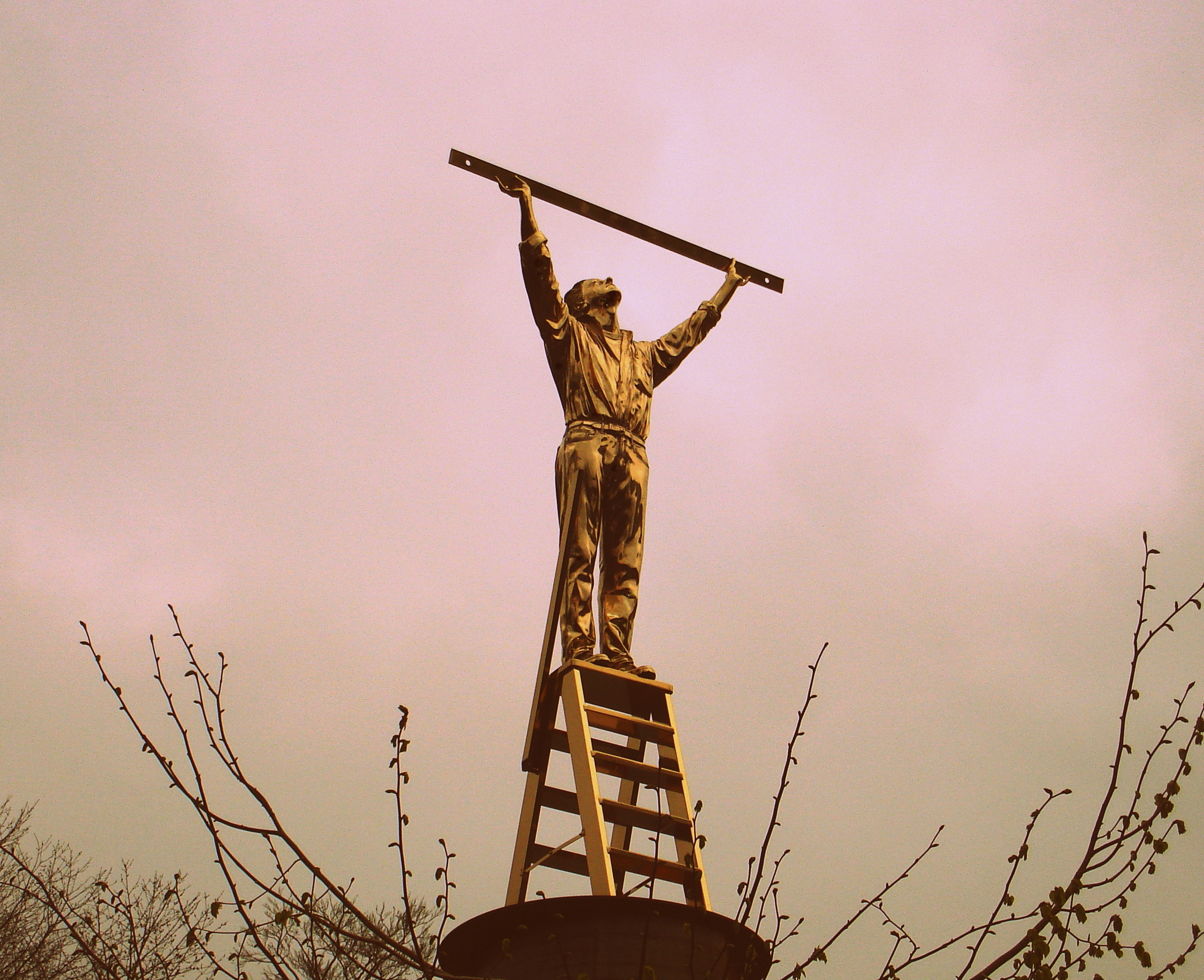
El hombre que mide las nubes (1998).

La obra de Frabé ha generado controversias entre los críticos y expertos, por tratarse de creaciones que en algunos casos resultan de difícil clasificación, por la utilización de elementos y materiales provocadores (sangre, insectos, por ejemplo) o bien por el atrevimiento de su obra experimental.
Fabre explora las relaciones entre el dibujo y la escultura, hace esculturas en bronce (entre ellas El hombre que mide las nubes y La búsqueda de la utopía) e instalaciones con partes de insectos, como la decoración del techo del Salón de los Espejos del Palacio Real de Bruselas, que realizó junto con veintinueve jóvenes artistas y a la que llamó Cielo de las delicias, hecha de 1.600.000 élitros de escarabajo-joya, que ha sido ampliamente elogiada.
También realizó Tótem, una escultura de un insecto gigante atravesado por una enorme aguja de acero de veintitrés metros, en el Ladeuzeplein en Lovaina. La escultura fue erigida en 2005 para conmemorar los 575 años de la histórica Biblioteca Universitaria de Lovaina. El artista dijo que «una biblioteca es un conjunto de conocimientos, cuidadosamente elegidos, catalogados y guardados para su custodia, algo así como una oruga en una colección de insectos. Por otra parte, la anatomía de un insecto es una reminiscencia de un mecanismo de relojería, un mecanismo preciso y pequeño, un producto de la ciencia y la tecnología».
En 2008 se expuso El ángel de la metamorfosis en el Museo del Louvre, muestra inaugurada por la reina Paola de Bélgica. Esta muestra provocó fuertes críticas por incluir la instalación de 470 lápidas y la reproducción en grandes dimensiones de un gusano, que el autor trató como su autorretrato.
A finales del 2001, la muestra presentada en Madrid, que incluía calaveras humanas, cruces, escarabajos y animales muertos, había provocado rechazo o desconcierto en algunos especialistas.
En 2012, Jan Fabre recibió agresiones y denuncias y debió disculparse públicamente a raíz de la realización en Amberes de un vídeo experimental que incluía la filmación de gatos que eran lanzados al aire.
En 2018, presentó en los Teatros del Canal de Madrid su obra más celebrada, Mount Olympus. Fue una representación que creó cierta polémica en algunos sectores sociales y periodísticos. . En 2019 iba a ser representada en Barcelona, en el Teatre LLiure, pero fue cancelada al conocerse las acusaciones de acoso sexual que presentaron contra él  varios integrantes de su compañía,Troubleyn 

## Estilo en el teatro
En lo referente a su compañía de teatro, expresa que solo acepta a personas que tengan fuertes personalidades. La regla de oro de su compañía es que nadie hace nada que no le guste. Fabre exige que sus performers sean críticos con él y entre ellos mismos, para él también poder ser crítico con ellos. Fabre compara a sus performers con salmones, ya que siente que, durante el proceso, nadan contra la corriente y se vuelven más fuertes. También siente que el público que va a ver sus obras son personas que eligen un tiempo y una forma de catarsis específica. Fabre, en su teatro, siempre busca impulsos físicos tanto dentro como fuera de sus performers y los anima a que sigan dichos impulsos para que trabajen con verdaderas sensaciones físicas. 
Fabre, al igual que Stanislavski, Meyerhold o Grotowski, también tiene una serie de ejercicios que utiliza para preparar a sus performers (actores y bailarines) para sus presentaciones. Estos ejercicios se han convertido en guías para sus enseñanzas y ayudan a los performers a encontrar esa expresión específica en su trabajo. Los ejercicios se basan en refinar y optimizar la búsqueda de potencial en el teatro físico. El núcleo de estas enseñanzas es «la exploración de la imaginación evocativa del cuerpo como un algo completo». Tiene ejercicios con nombres como «el viejo», «el tigre», «el insecto» o «papel de arroz/fuego». Lo que busca con esto no es la imitación o el aspecto psicológico, sino la exploración del potencial físico de un cuerpo en transformación. Fabre le da gran importancia a la respiración, el uso de energía y la articulación de la cabeza, torso y extremidades.